# Boston-Marathon 1932
| 36. Boston-Marathon    | 36. Boston-Marathon        |
| ---------------------- | -------------------------- |
| Stadt                  | Boston, Vereinigte Staaten |
| Datum                  | 19. April 1932             |
| Distanz                | 41,1 – 42,2 Kilometer      |
| Sieger                 |                            |
| Männer                 | Paul de Bruyn (2:33:36 h)  |
| ← Boston-Marathon 1931 | Boston-Marathon 1933 →     |
| Website                | Offizielle Website         |

Der Boston-Marathon 1932 war die 36. Ausgabe der jährlich stattfindenden Laufveranstaltung in Boston, Vereinigte Staaten. Der Marathon fand am 19. April 1932 statt. Die Laufdistanz betrug zwischen 41,1 und 42,2 Kilometer.
Es gewann Paul de Bruyn in 2:33:36 h.

## Ergebnis
| Platz | Athlet           | Land               | Zeit (h) |
| ----- | ---------------- | ------------------ | -------- |
| 01    | Paul de Bruyn    | Deutsches Reich    | 2:33:36  |
| 02    | James Henigan    | Vereinigte Staaten | 2:34:32  |
| 03    | Ville Kyrönen    | Finnland           | 2:34:55  |
| 04    | Albert Michelsen | Vereinigte Staaten | 2:36:23  |
| 05    | William Steiner  | Vereinigte Staaten | 2:38:46  |
| 06    | Alex Burnside    | Kanada             | 2:39:42  |
| 07    | Earle Collins    | Vereinigte Staaten | 2:40:59  |
| 08    | Leslie Pawson    | Vereinigte Staaten | 2:41:36  |
| 09    | Edward Cudworth  | Kanada             | 2:42:32  |
| 10    | Jock Semple      | Vereinigte Staaten | 2:43:07  |